# 五道岗乡
五道岗乡是中华人民共和国黑龙江省佳木斯市桦南县下辖的一个乡。

## 行政区划
五道岗乡下辖以下村级行政区划单位：
东大村、林发村、永发村、桃源村、新民村、五道岗村、金生村、福安村、复兴村、兴中村、大木岗村、东升村、丰林村和复胜村。